# Neukech
Neukech är ett berg i Mikronesiens federerade stater. Det ligger i kommunen Uman-Fonuweisom och delstaten Chuuk, i den västra delen av landet, 700 km väster om huvudstaden Palikir. Toppen på Neukech är 184 meter över havet.